# Claude Charles Aubry de La Boucharderie
Pour les articles homonymes, voir Aubry.
Claude Charles Aubry de La Boucharderie, né le 25 octobre 1773 à Bourg-en-Bresse et mort le 6 novembre 1813 à Leipzig, est un général français de la Révolution et du Premier Empire. Il est le fils de Nicolas Aubry, inspecteur général des Ponts et Chaussées de la province de Bresse, qui possède le château de Loyat, actuelle mairie de Charnoz-sur-Ain, et de Marie-Josèphe Gauthier.

## Biographie
Fils d'un ingénieur des ponts et chaussées, Aubry se destine à la profession de son père, lorsque la Révolution française vient lui ouvrir une autre carrière. 
Entré le 1er mars 1792 comme élève sous-lieutenant à l'École d'artillerie de Châlons, il en sort le 1er septembre suivant en qualité de lieutenant en second pour entrer dans le 3e régiment d'artillerie à pied ; devient lieutenant en premier le 15 avril 1793, et est nommé capitaine dans le 6e d'artillerie à cheval le 1er août de cette même année. Il fait avec distinction les campagnes de 1792, 1793 et de l'an II, aux armées du Centre, de la Sarre et de la Moselle, sous les ordres de Kellermann, Moreau et Hoche. Sa conduite distinguée à l'affaire d'Arlon le 18 germinal an III (17 avril 1794), lui mérite les éloges les plus flatteurs.
Il sert avec le même zèle et le même courage aux armées du Nord, sous Pichegru ; de l'Intérieur, sous Buonaparte, et du Rhin, sous Moreau, de l'an III à l'an V. Capitaine commandant depuis le 23 frimaire an II, et n'ayant pu obtenir d'avancement pendant ces dernières guerres, cet oubli le découragea et il donne sa démission, qui est acceptée le 12 germinal an V.
Il reprend de l'activité deux ans après, est mis à la disposition du ministre de la Marine le 6 vendémiaire an VII, et passe avec son grade dans l'artillerie de marine le 24 ventôse suivant. Nommé chef de bataillon dans l'artillerie de terre le 2 fructidor de la même année, Aubry reçoit l'ordre de se rendre à l'armée de réserve.
Il dirige le transport de l'artillerie à travers le col du Grand-Saint-Bernard en 1800, pour la deuxième campagne d'Italie de Bonaparte : c'est lui qui fait placer les canons dans des troncs d'arbres évidés, lesquels tirés par les soldats ou des chevaux glissèrent sur la neige. Chargé du commandement de l'artillerie de l'avant-garde, il se fait particulièrement remarquer au passage du Mincio, le 5 nivôse an IX. Le général Brune, témoin de sa conduite dans cet engagement, sollicite pour lui une paire de pistolets d'honneur, qu'il ne reçoit pas.
Il participe l'année suivante, avec le 7e régiment d'artillerie à pied, à l'expédition de Saint-Domingue, sous les ordres du général Leclerc. En 1802, il remplit dans cette colonie les fonctions importantes de sous-directeur de l’artillerie et directeur de l’arsenal de Port-au-Prince. Il rend d'importants services depuis le 24 fructidor an X jusqu'au 21 floréal an XI. Le 29 fructidor an X, il conduit avec beaucoup d'habileté une attaque dirigée contre les insurgés, près de Léogâne le 18 nivôse an XI, il contribue puissamment à la prise du Port-de-Paix. Sa brillante conduite dans cette dernière affaire, où il est gravement blessé, lui mérite le 3 prairial même année, le brevet de major (lieutenant-colonel).
Rentré en France en 1803, avec les débris du l'armée expéditionnaire, le premier Consul le nomme le 6 brumaire an XII, colonel du 8e régiment d'artillerie à pied, membre puis officier de la Légion d'honneur les 10 frimaire et 25 prairial suivant.
Désigné pour faire partie du camp de Boulogne, il s'y signale par divers travaux importants pendant les ans XIII et XIV, rejoint à la fin de cette dernière année les troupes de la Grande Armée, et fait avec elles les campagnes de Prusse (1806), de Pologne (1807) et 1808.
Chef d'état-major du corps d'observation du Rhin, il passe ensuite à l'armée d'Allemagne. Chef d'état-major de l'artillerie de Masséna dans la campagne d'Allemagne et d'Autriche, il donne de nouvelles preuves de bravoure et de capacité, notamment à la bataille d'Essling, où il fait construire en trois heures, et sous le feu de l'ennemi, un pont sur le Danube. Il est nommé général de brigade à la suite de cette belle opération le 7 juin 1809.
Blessé grièvement à Essling, il reçoit le titre de baron de l'Empire le 14 avril 1810. S'étant promptement rétabli, il passe dans les provinces illyriennes aussitôt après la paix de Schönbrunn, et est chargé, dans ces contrées, de plusieurs inspections aussi fatigantes que périlleuses. L'Empereur lui donne en 1810, un emploi moins pénible, en le nommant directeur de l'école d'artillerie d'Alexandrie (Italie), avec une dotation de quatre mille francs. Aubry ne devait pas jouir longtemps de cette heureuse position.
Envoyé à la Grande Armée dès le commencement de 1812, il y commande avec distinction l'artillerie du 2e corps, et reçoit au début de la campagne de Russie le 18 juin 1812, la décoration de commandant de la Légion d'honneur. Passé au commandement de l'artillerie du 11e corps de la Grande Armée le 28 août 1812, il  prend une part honorable aux batailles de Smolensk, de Polotsk les 17 et 18 août, de Valutino, de la Moskowa, et à celle de Wiazma le 3 novembre suivant. Aubry reçoit le brevet de général de division le 21 novembre 1812.
Il se distingue surtout dans cette funeste expédition par le courage qu'il déploie le 28 novembre, dans la soudaine construction de ce pont miraculeux. Construction qui permet le passage de la Bérésina et de sauver Napoléon Ier et les débris de son armée. Aubry qui, par son sang-froid, atténue les malheurs et les désordres de cette journée, reçoit pour récompense d'un si grand service, le titre de comte de l'Empire.
Il fait encore montre de cette qualité à la campagne de Saxe en 1813, et se fait remarquer aux batailles de Lützen, de Bautzen, et surtout à Leipzig où il a dans la troisième journée le 18 octobre 1813, les deux cuisses emportées par un boulet. Fait prisonnier de guerre, le général Aubry meurt le 6 novembre suivant, à l'hôpital de Leipzig, à la suite d'une douloureuse amputation de la cuisse droite.
Il est le neveu du général Jean-Bernard Gauthier, dit Gauthier de Murnan.
La caserne de Bourg-en-Bresse porte son nom.

## Titres et distinctions
- Baron d'Empire : lettres patentes du 14 avril 1810[2]
- Comte d'Empire par décret impérial du 28 septembre 1813[4].
- Chevalier puis officier de la Légion d'honneur en 1804
- Commandeur de la Légion d'honneur le 18 juin 1812
- Il fait partie des 558 officiers à avoir son nom gravé sous l'arc de triomphe de l'Étoile

## Armoiries
| Figure | Blasonnement |
|        | Armes du baron de la Boucharderie et de l'Empire Coupé : au 1er, parti à dextre, d'argent à une épée en bande de sable, la pointe en haut, accostée de deux têtes de nègre du même, et à senestre, des Barons militaires de l'Empire ; au 2e, de sable à un pont de trois arches d'or soutenu d'une rivière d'argent et sommé d'un lion naissant d'or.,                                      |
|        | Armes du comte de la Boucharderie et de l'Empire Coupé au premier, parti en dextre des comtes militaires, d’azur à l’épée haute en pal d’argent monté d’or, parti à senestre d’argent à une épée en bande de sable la pointe en haute, accostée de deux têtes de Maure du même, au deuxième, à un pont de trois arches d’or soutenu d’une rivière d’argent et sommé d’un lion naissant d’or. |